# 遺物包含層

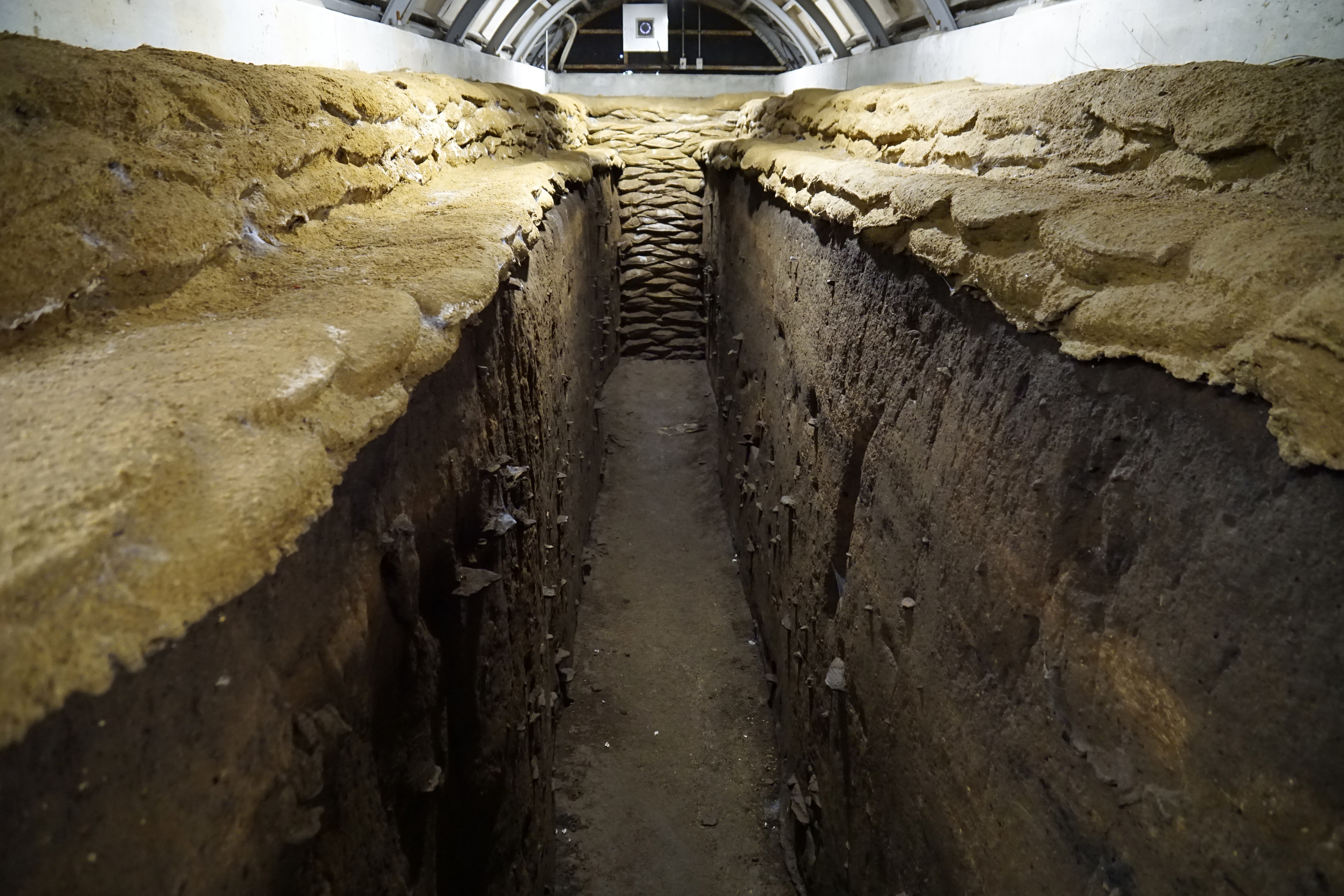
青森県青森市三内丸山遺跡の遺物包含層の断ち割り展示。土器片などの遺物が土層断面から突き出している。

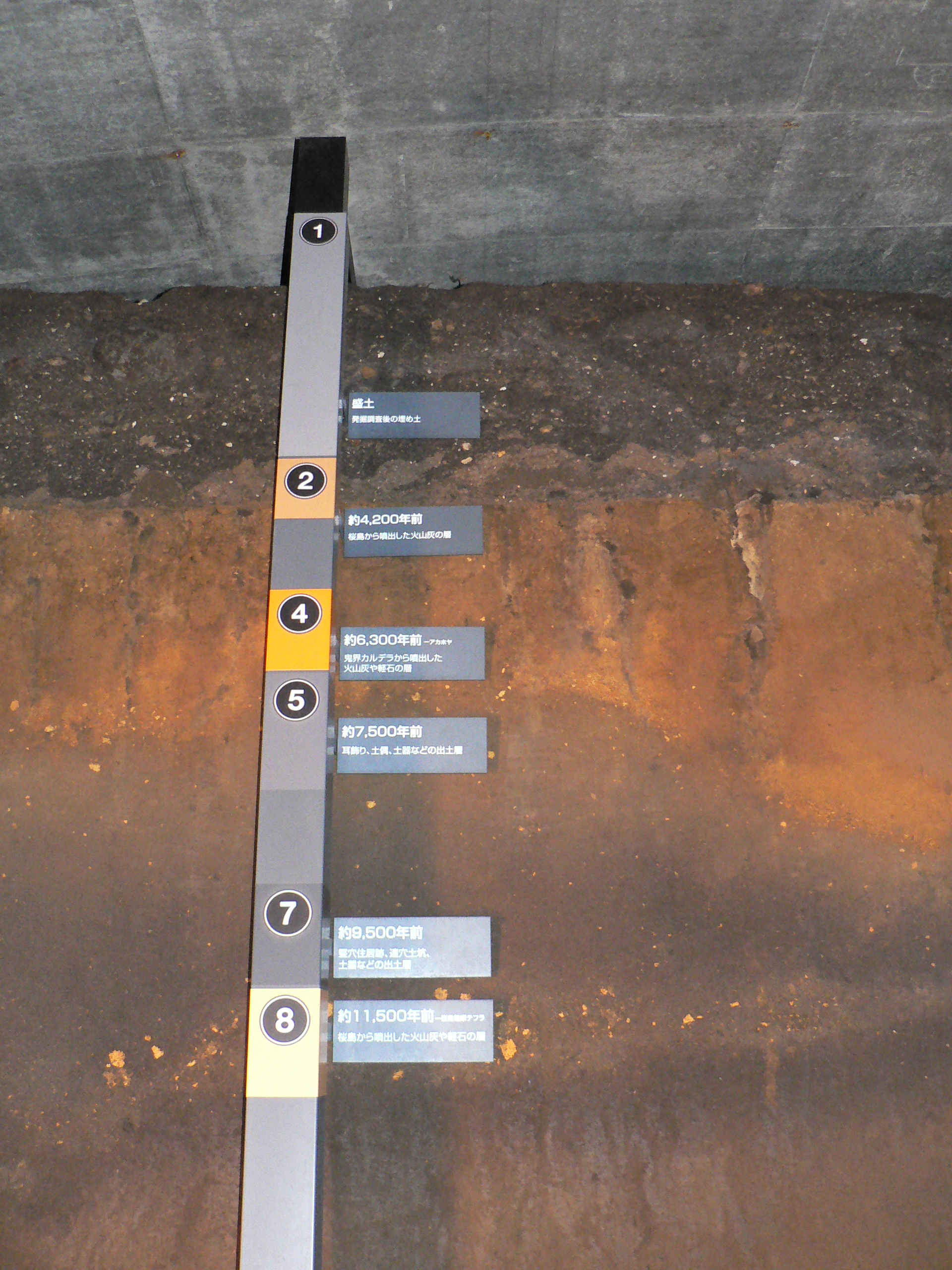
鹿児島県霧島市上野原遺跡の土層標本。遺物や遺構が含まれる層位が「遺物包含層」にあたる。

遺物包含層（いぶつほうがんそう）とは、考古学用語の1つで、土地に堆積した土層のうち、土器や石器などの考古資料（遺物）を包含する（内部に含んでいる）層のこと。いわゆる遺跡のある土地（周知の埋蔵文化財包蔵地）を構成する土層であり、それ自体が重要な考古資料である。

## 概要
岩陰遺跡や洞窟遺跡などにおいて、竪穴建物跡のような有形の遺構が形成されない場合、遺物包含層がそのまま遺跡となる。地表面で確認できる遺物散布地（遺物散列地）に対する語。遺物包含地ともいう。
文化層とも同義であるが、文化層は特に遺構を伴う土層という意味合いを含むことがあるとされる。
明治時代から用いられている語であるが、今日では、「後世の撹乱がない遺物を含む土層」という意味合いで用いられることが多い。
考古学と、その主たる研究方法である発掘調査の技術的進歩により確立された、層位学的研究法から生じた概念である。